# Unicorn Wizard
"Unicorn Wizard" är en låt av det amerikanska komedibandet Ninja Sex Party släppt som en singel 25 oktober 2012. Låten kom senare, 15 april 2013, med på deras andra studioalbum Strawberries and Cream.